# خشک کردن پاششی

نمایی از خشک‌کن پاششی در مقیاس آزمایشگاهی A. محلول یا سوسپانسیونی که باید در دستگاه خشک شود. B. گاز تبدیل شده به ذرات ریزتر. ۱) خشک کردن گاز ۲) گرم کردن گاز خشک‌کن ۳) پاشش محلول یا سوسپانسیون ۴) محفظهٔ خشک کردن ۵) بخشی بین محفظهٔ خشک‌کن و سیکلون ۶) سیکلون ۷) محل خروج گاز در حال خشک شدن ۸) ظرف جمع‌آوری محصول. فلش‌ها نشان می‌دهد که این دستگاه خشک‌کن پاششی، آزمایشگاهی است.

خشک کردن پاششی یا اسپری (به انگلیسی: Spray Drying) روشی برای تولید پودر خشک از مایع یا دوغاب با خشک شدن سریع با گاز داغ است. این روش ترجیحی خشک کردن بسیاری از مواد حساس به حرارت مانند مواد غذایی و دارویی است. توزیع یکنواخت اندازه ذرات دلیل بر خشک شدن پاششی برخی از محصولات صنعتی مانند کاتالیزورها است. هوا واسطه خشک کردن گرم است؛ با این حال، اگر مایع حلال قابلیت اشتعال داشته باشد مانند اتانول یا محصول به اکسیژن حساس باشد، از نیتروژن برای خشک کردن استفاده می‌شود.
همه خشک‌کن‌های پاششی از نوعی دستگاه اتومایزر (دستگاهی که برای خارج کردن آب، عطر یا هر نوع مایع دیگری به شکل اسپری به کار گرفته می‌شود) یا نازل اسپری استفاده می‌کنند برای پخش مایعات یا دوغاب که در قطرات با اندازه کنترل شده اسپری شود. متداول‌ترین این دستگاه‌ها دیسک چرخشی و نازل چرخشی تک سیال فشار بالا هستند. چرخ‌های اتومایزر برای توزیع اندازه ذرات گسترده‌تری شناخته شده‌است، اما هر دو روش توزیع ثابت اندازه ذرات را امکان‌پذیر می‌کند. به عنوان روشی دیگر، برای برخی از کاربردها از نازل‌های دو سیال یا التراسونیک (به انگلیسی: Ultrasonic nozzle) استفاده می‌شود. باتوجه به نیاز فرایند می‌توان با انتخاب روش مناسب، اندازه قطره‌ها را از ۱۰ تا ۵۰۰ میکرومتر بدست آورد. متداول‌ترین کاربردها در محدوده قطر قطره ۱۰۰ تا ۲۰۰ میکرومتر هستند. پودر خشک اغلب آزاد است و ذرات آن با سرعت یکسانی حرکت می‌کنند.
به متداول‌ترین نوع خشک‌کن‌های پاششی، تک اثر گفته می‌شود. در بالای محفظه منبع واحدی برای خشک کردن هوا وجود دارد (به نمودار روبه‌رو، بخش ۴ مراجعه کنید). در بیشتر موارد هوا در همان جهتی که مایع پاشیده شده (جریان هم جوش) دمیده می‌شود. پودر ریز تولید می‌شود، اما می‌تواند جریان ضعیفی داشته باشد و گرد و غبار زیادی ایجاد کند. برای غلبه بر گردوغبار و جریان ضعیف پودر، نسل جدیدی از خشک‌کن‌های پاششی به نام خشک‌کن‌های پاششی چند اثر تولید شده‌اند. به جای خشک کردن سیال در یک مرحله، خشک کردن از طریق دو مرحله انجام می‌شود: مرحله اول در بالا (طبق تک اثر) و مرحله دوم با یک بستر استاتیک یکپارچه در پایین محفظه. بستر یک، محیط مرطوب را فراهم می‌کند که باعث جمع شدن ذرات کوچکتر می‌شود و اندازه ذرات یکنواخت‌تری تولید می‌کند، معمولاً در محدوده ۱۰۰ تا ۳۰۰ میکرومتر قرار دارد. این پودرها به دلیل اندازه ذرات بزرگتر، جریان آزاد دارند.
پودرهای ریز تولید شده توسط خشک کردن مرحله اول را می‌توان با جریان مداوم یا در قسمت بالای محفظه (اطراف مایع پاشیده شده) یا در پایین، درون بستر سیال یکپارچه بازیافت کرد. خشک شدن پودر را می‌توان روی یک بستر سیال خارجی دارای ارتعاش نهایی کرد.
گاز داغ در حال خشک شدن را می‌توان به صورت هم جریان و با جهت یکسان با دستگاه اتومایزر مایع پاشش شده یا جریان متقابل، که در آن هوای گرم در مقابل جریان دستگاه اتومایزر جریان دارد، عبور داد. با جریان هم‌جهت و یکدست، ذرات زمان کمتری را در سیستم و جداکننده ذرات (معمولاً دستگاه سیکلون) می‌گذرانند. جریان هم‌جهت و یکدست به‌طور کلی به سیستم اجازه می‌دهد تا با کارایی بیشتری عمل کند. جایگزین‌های خشک‌کن پاششی عبارتند از:
1. خشک‌کن انجمادی (به انگلیسی: Freeze dryer): از دستهٔ فرآیندهای گران‌قیمت است و برای محصولاتی که در خشک شدن پاششی تخریب می‌شوند، استفاده می‌شود. محصول خشک این روش جریان آزاد ندارد.
2. خشک‌کن غلطکی (به انگلیسی: Drum dryer): یک فرایند مداوم با هزینه کمتر برای محصولات کم ارزش است. در این فرایند به جای پودر جریان آزاد، دسته دسته ایجاد می‌کند.
3. خشک‌کن با احتراق ضربانی: یک فرایند مداوم با هزینه کمتر که می‌تواند گرانروی بالاتر و بارگذاری مواد جامد را نسبت به خشک‌کن پاششی تحمل کند و گاهی اوقات یک پودر با کیفیت یخ زدگی و جریان آزاد تولید می‌کند.

## خشک‌کن پاششی

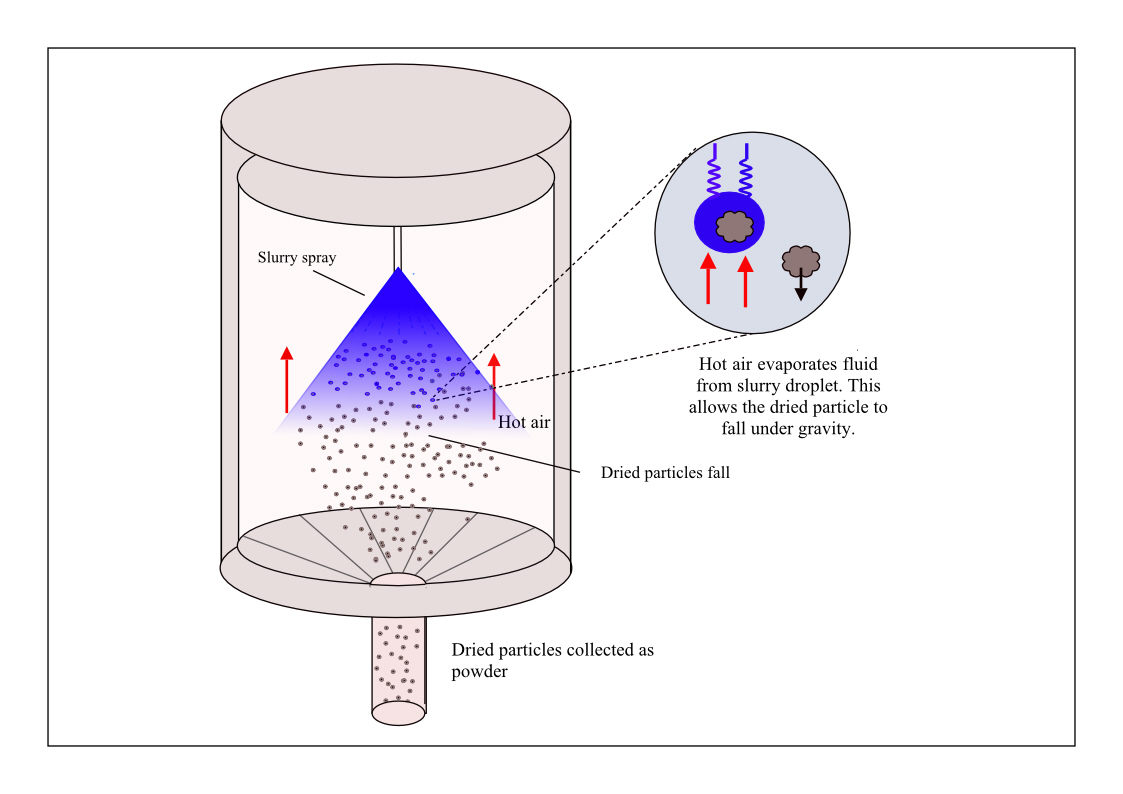
جریان ورودی مایع از طریق یک نازل به داخل جریان بخار داغ پاشیده و بخار می‌شود. وقتی رطوبت به سرعت قطرات را ترک می‌کند، مواد جامد تشکیل می‌شوند.

خشک‌کن پاششی یک جریان مایع را می‌گیرد و املاح یا سوسپانسیون را به عنوان یک جامد و حلال را به بخار جدا می‌کند. ماده جامد معمولاً دریک ظرف استوانه‌ای شکل (طبل) یا سیکلون جمع می‌شود. جریان ورودی مایع از طریق یک نازل به داخل جریان بخار داغ پاشیده و بخار می‌شود. وقتی رطوبت به سرعت قطرات را ترک می‌کند، مواد جامد تشکیل می‌شوند. معمولاً از نازل برای درست کردن کوچکترین قطره ممکن استفاده می‌شود، که انتقال حرارت و میزان تبخیر آب به حداکثر می‌رسد. اندازه قطرات بسته به نازل می‌تواند از ۲۰ تا ۱۸۰ میکرومتر باشد. نازل در دو نوع اصلی وجود دارد:
1. نازل پرفشار تک جریان (فشار ۵۰ تا ۳۰۰ بار)
2. نازل دو جریان: یکی از سیال‌ها مایعی برای خشک شدن و دیگری برای گاز فشرده شدن است (به‌طور کلی هوا در فشار ۱ تا ۷ بار).

خشک‌کن‌های پاششی در مقایسه با سایر روش‌های خشک کردن می‌توانند محصول را خیلی سریع خشک کنند. آن‌ها همچنین در یک مرحله یک محلول (یا دوغاب) را به یک پودر خشک تبدیل می‌کنند، که روند کار را ساده می‌کند و حاشیه را نسبت به سایر روش‌ها بهبود می‌بخشد. در تولید دارویی، از خشک کردن پاششی برای تولید توزیع جامد بی‌شکل (آمورف)، با پخش یکنواخت مواد فعال دارویی در یک ماتریس پلیمری استفاده می‌شود. این حالت، ترکیبات فعال (دارو) را در حالت انرژی بالاتری قرار می‌دهد که انتشار دارو را در بدن بیمار تسهیل می‌کند.

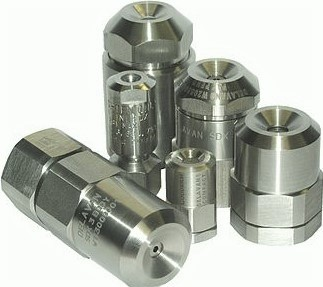
نازل‌های خشک کن پاششی

## میکروکپسولاسیون
خشک کردن از طریق پاشش (یا به وسیله اسپری) اغلب به عنوان یک روش کپسول سازی توسط صنایع غذایی و صنایع دیگر استفاده می‌شود. ماده‌ای که باید کپسول شود (بار) و یک حامل آمفیپاتیک یا آمفیفیلی (معمولاً نوعی نشاسته اصلاح شده) به عنوان سوسپانسیون در آب (دوغاب) همگن می‌شوند. سپس دوغاب به داخل دستگاه خشک‌کن پاشیده می‌شود و معمولاً برجی که تا دمای بالاتر از نقطه جوش آب گرم می‌شود، وارد می‌شود.
وقتی دوغاب وارد برج می‌شود، به ذرات کوچکتری تبدیل می‌شود؛ تا مقداری از آن به دلیل کشش سطحی بالای آب و بخشی به دلیل فعل و انفعالات آبگریز/آبدوست بین حامل آمفیفیلی، آب و بار، دوغاب اتمیزه شده و میسل تشکیل می‌دهد. اندازه کوچک قطره‌ها (با قطر متوسط ۱۰۰ میکرومتر) باعث ایجاد سطح نسبتاً بزرگی می‌شود که به سرعت خشک می‌شود. با خشک شدن آب، حامل یک پوسته سخت شده در اطراف بار ایجاد می‌کند.
افت بار معمولاً تابعی از وزن مولکولی است. به این معنی که مولکول‌های سبک‌تر تمایل دارند در مقادیر بیشتری در دمای پردازش به جوش بیایند. افت بار با سم‌پاشی در برج‌های بلندتر، از نظر صنعتی به حداقل می‌رسد. حجم بیشتری از هوا میانگین رطوبت کمتری با ادامه روند دارد. با توجه به اصل اسمز، آب با توجه به تفاوت در فرار بودن در فاز بخار و فاز مایع تشویق می‌شود تا از میسل خارج شده و وارد هوا شود؛ بنابراین، در صورت استفاده از برج‌های بزرگتر، می‌توان در دمای پایین‌تر، همان درصد آب را از ذرات خشک کرد. متناوباً، می‌توان دوغاب را به صورت خلأ جزئی پاشید. از آنجا که نقطه جوش حلال، دمایی است که فشار بخار حلال برابر با فشار محیط باشد، کاهش فشار در برج باعث کاهش نقطه جوش حلال می‌شود.
کاربرد روش کپسول سازی خشک کردن پاششی برای آماده کردن پودرهای «کم آب» موادی است که فاقد آب برای خشک شدن. به عنوان مثال، مخلوط‌های نوشیدنی فوری، اسپری خشک کننده مواد شیمیایی مختلفی هستند که نوشیدنی را تشکیل می‌دهند. این روش قبلاً برای حذف آب از محصولات غذایی استفاده می‌شد. یک نمونه تهیه شیرخشک است. از آنجا که شیر کپسوله نشده بود و چون خشک کردن پاششی باعث تخریب حرارتی می‌شود، کمبود آب شیر و فرآیندهای مشابه با سایر روش‌های کم کردن آب جایگزین شده‌است. پودرهای شیر بدون چربی هنوز به‌طور گسترده با استفاده از فناوری خشک کردن پاششی تولید می‌شوند، به‌طور معمول در جامدات با تمرکز بالا برای حداکثر کارایی خشک کردن. تخریب حرارتی محصولات را می‌توان با استفاده از درجه حرارت پایین‌تر و اندازه محفظه بزرگتر برای افزایش زمان اقامت برطرف کرد.
تحقیقات اخیر حاکی از آن است که استفاده از تکنیک‌های خشک کردن با اسپری می‌تواند یک روش جایگزین برای بلور سازی پودرهای بی‌شکل در طول فرایند خشک شدن باشد، زیرا ممکن است بسته به زمان‌های خشک شدن اثرات دما بر روی پودرهای بی‌شکل قابل توجه باشد.

## کاربردهای خشک کردن پاششی
غذا: پودر شیر، قهوه، چای، تخم مرغ، غلات، ادویه‌ها، طعم‌دهنده‌ها، نشاسته و مشتقات نشاسته، ویتامین‌ها، آنزیم‌ها، مواد مغذی، مواد رنگی خوراکی، خوراک دام و غیره.
دارویی: آنتی‌بیوتیکها، مواد پزشکی،مواد افزودنی.
صنعتی: رنگدانه‌های رنگ، مواد سرامیکی، پشتیبان کاتالیزورها، ریزجلبک‌ها

## مزایای خشک کردن پاششی
از مزایای خشک کردن پاششی می‌توان به اقتصادی و انعطاف‌پذیر بودن فرایند اشاره کرد. همچنین به دلیل زمان بسیار کوتاه فرایند و عدم افزایش دمای محصول به بیش از 100C°، ارزش تغذیه‌ای و کیفیت محصول حفظ می‌شود. این ویژگی سبب کاربرد گسترده این فرایند برای ریزپوشانی انواع ترکیبات دارویی و زیست فعال حساس به اکسیداسیون، حرارت یا سایر شرایط نامساعد محیطی در صنایع غذایی و داروسازی شده‌است.

## معایب خشک کردن پاششی
از جمله معایب خشک‌کن‌های پاششی می‌توان به حجیم بودن و بازده کم حرارتی (اتلاف گرمای زیاد در گازها) اشاره کرد. علت بازده کم حرارتی این است که در خشک‌کن پاششی، ایجاد جریان برگشتی گاز خروجی به درون خشک‌کن به منظور افزایش بازده حرارتی عملی نیست، زیرا عمل غبارگیری در سیکلون، انرژی گاز خروجی را به میزان زیادی هدر می‌دهد و در حالت استفاده مجدد از گاز مذکور جهت گرمادهی منطقی نمی‌باشد.